# Клунз, Мартин
Мартин Клунз (англ. Martin Clunes, родился 28 ноября 1961) — английский актёр и комик. Наибольшую известность получил за роли Гэри Стрэнга в сериале «Мужчины поступают плохо» и доктора Мартина Элингхема в сериале «Доктор Мартин», а также за роль главного героя в сериале «Реджи Перрен».

## Ранние годы
Мартин Клунз — сын актёра Алека Клунза, который умер от рака лёгких, когда Мартину было восемь с половиной лет. У него есть старшая сестра Аманда. Его мать Дафна была членом совета директоров Лондонской академии музыки и драматического искусства, где когда-то работал Орсон Уэллс. Мартин Клунз получил образование в двух независимых средних школах: Королевской школе Рассела в Кройдоне (англ. Croydon) и школе образовательных искусств в Чизике, Лондон.

## Карьера
В 2004 году Клунз вместе с Джули Грэм исполнили главные роль в сериале «Уильям и Мэри», которая проделжался в эфире три серии. Клунз ранее работал с Джули Грэм ранее на съёмках фильма «Грязные трюки» в 2000 году.
В 2004—2009 годах Клунз играл главную роль в комедийном сериале канала ITV «Доктор Мартин» . Сериал производился для ITV кампанией Буффало Пикчерз, в производстве сериала участвовала жена Клунза Филиппа Брейтуэйт, которая была продюсером сериала. В 2005 году роль доктора Мартина, блестящего хирурга, вынужденного переквалифицироваться во врача общей практики из-за открывшейся у него гемофобии, принесла ему номинацию «Самый популярный актёр» в «Национальной премии телевидения».
В 2009 году Клунз снялся в главной роли Реджи Перрена в римейке классической британской комедии положений 1970-х годов «Реджи Перрен». В том же году он появился в 3 сезоне сериала ITV Islands of Britain, в которой он путешествовал по маленьким островам Великобритании. В 2010 году Клунз принял участие в качестве приглашённого гостя в шоу «У меня есть новости для вас».
В 2011 году Клунз озвучивал озорную собаку Дадли в короткометражном фильме «Я или собака». В 2012 году он принял участие в озвучивании анимационного фильма «Верхом на помеле» по книге Джулии Дональдсон, где ему также досталась роль пса.

### Почётные звания и благотворительность
В 2010 году Клунз был назначен президентом Международного королевского конного шоу, в рамках которого ежегодно проводятся Всеанглийские прыжковые курсы в Хикстеде. С 1 июня 2011 года он также был назначен президентом Британского конного сообщества.
Клунз является одним из Почётных меценатов Дорсетского Детского хосписа «Дом Джулии». Также Клунз поддерживает Вельдмарский хоспис-центр «Доверие» в Дорсете.
В январе 2011 года Клунз стал покровителем приюта по уходу за животными в Египте — благотворительной ветеринарной клиники для рабочих животных в Луксоре, Египет.

## Личная жизнь
В первом браке Клунз был женат на актрисе Люси Астон, но они развелись.
В 1997 году Клунз женился на телевизионном продюсере Филиппе Брейтуэйт. В 1999 году Филиппа Брейтуэйт родила ему дочь Эмили.
Сейчас Клунз живёт со своей семьёй в Беминстере, Дорсет.

## Награды
- 1995 — Британский комедийный приз  в номинации Top TV Comedy Actor за роль Гэри Стрэнга в сериале «Мужчины поступают плохо»
- 1996 — BAFTA Awards в номинации  Best Comedy Performance за роль Гэри Стрэнга в сериале «Мужчины поступают плохо»
- 1999 — Приз гильдии актёров экрана в номинации Outstanding Performance by a Cast за роль Ричарда Бурбона в фильме «Влюблённый Шекспир»
- 2007 — Почётная докторская степень Бурнмаутовского университета
- 2015 — Офицер ордена Британской империи